# Ribes incarnatum
Ribes incarnatum är en ripsväxtart som beskrevs av Hugh Algernon Weddell. Ribes incarnatum ingår i släktet ripsar, och familjen ripsväxter. Inga underarter finns listade i Catalogue of Life.